# Землетрясение в Колиме (1995)
Землетрясение в Колиме в 1995 году — землетрясение магнитудой 8,0 и интенсивностью VIII по шкале Меркалли, произошедшее 9 октября 1995 года в 15:35 по местному времени. Толчок произошёл у побережья штата Халиско, что вызвало цунами, затронувшее участок побережья на 200 км. Также землетрясение ощущалось в Мехико и в многоэтажных домах Далласа и Хьюстона. В результате землетрясения 49 человек погибли и 100 человек получили ранения.

## Тектоническая обстановка
Это землетрясение произошло в районе, где плита Ривера погружается под Северо-американскую плиту.

## Землетрясение
Разрыв землетрясения длился около минуты и повлёк за собой двухсот-километровый разрыв вдоль границы плиты. Наибольшее смещение разлома составляет около 5 м.
Вариации наблюдаемой сейсмической интенсивности указывают на то, что во время этого события были разрушены три выступа.

### Цунами
Максимальная высота волны цунами составила 5,1 м. Было зафиксировано как минимум две волны. Цунами наблюдалось также в Эквадоре, Французской Полинезии, на островах Самоа, в Австралии и на Гавайях.

## Последствия
Цунами затронуло 200 км побережья, но серьёзные повреждения были приурочены и к участкам с мелководным рельефом береговой линии. Оползни перекрыли дороги между Гвадалахарой и Мансанильо.